# Шчучје језеро
Шчучје (рус. Щу́чье) глацијално је језеро на граници између Тверске и Смоленске области у европском делу Руске Федерације. Налази се на граници између Жарковског и Демидовског рејона. Проточног је типа и припада басену Западне Двине.
Површина језерске акваторије је 10,8 км². Ниво воде у језеру лежи на надморској висини од 177 метара. Максимална дубина језера је до 12 метара (у просеку око 4,7 метара).
Језеро се налази на око 15 км југозападно од варошице Жарковски. Јако је издужено у правцу запад-исток и максимална дужина му достиже до 14 км, односно веома је уско у правцу север-југ, а максимална ширина не прелази 2 км. Обале су слабо разуђене, местимично замочварене, а местимично суве. Уз његове обале смештено је неколико села, а земљиште је обрађено, док су једино изузетак јужне обале које су под шумама.
У језеро се улива неколико мањих потока и речица, а једина отока је речица Должица која се улива у реку Јељшу (притоку Меже и део басена Западне Двине).
Део језера који припада Смоленској области, површине 1,8 км² налази се у границама националног парка Смоленско појезерје.